# Uniao Flamengo Santos FC
Der Uniao Flamengo Santos Football Club, auch einfach UFS genannt,  ist ein Fußballverein in Gaborone, Botswana. Aktuell spielt der Verein in der zweiten Liga, der Botswana First Division. Hier tritt der Klub in der Southern Region an.

## Geschichte
Der 2003 gegründete Verein wird auch „The Saints“ genannt und spielte in der Saison 2017/18 in der Botswana Premier League. Bisher konnte der Klub keine nationalen Titel gewinnen, lediglich 2010 konnte man sich für den Confederation Cup qualifizieren. Dort scheiterte er in der ersten Spielrunde an Costa do Sol aus Mosambik.

## Erfolge
- Botswanischer Pokalsieger: 2009

## Stadion
Der Verein trägt seine Heimspiele im Molepolole Sports Complex in Molepolole aus. Das Stadion hat ein Fassungsvermögen von 6600 Personen.

## Statistik in den CAF-Wettbewerben
| Wettbewerb                 | Runde         | Gegner       | Hinspiel | Rückspiel |  |
| -------------------------- | ------------- | ------------ | -------- | --------- |  |
|                            |               |              |          |           |  |
| CAF Confederation Cup 2010 | Qualifikation | Costa do Sol | 0:2 (A)  | 1:3 (H)   |  |